# Pardosa confalonierii
Pardosa confalonierii là một loài nhện trong họ Lycosidae.
Loài này thuộc chi Pardosa. Pardosa confalonierii được Lodovico di Caporiacco miêu tả năm 1928.